# Foxborough
Foxborough – miasto w Stanach Zjednoczonych, w stanie Massachusetts, w hrabstwie Norfolk.